# 백지묵서지장보살본원경
백지묵서지장보살본원경(白紙墨書地藏菩薩本願經)은 서울특별시 용산구 한남동, 삼성미술관 리움에 있는 불경이다. 1987년 12월 26일 대한민국의 보물 제940호로 지정되었다.

## 개요
지장보살본원경은 줄여서 ‘지장경’, ‘지장본원경’이라고 부르기도 한다. 지장보살이 여러 가지 방법으로 중생을 교화하고자 노력하여, 죄를 짓고 지옥에서 고통받는 중생들까지도 평등하게 구제하고자 하는 큰 뜻을 세운 경전이다.
이 책은 당나라의 법등(法燈)이 한문으로 번역한 것을 세종 22년(1440)에 해연 스님이 손으로 직접 써서 만든 것이다. 흰 종이에 먹으로 글씨를 써서 병풍처럼 펼쳐서 볼 수 있는 형태로 만들었는데, 권 상·중·하 모두 비단으로 싼 상자 안에 넣어 보관하고 있다. 접었을 때의 크기는 권 상이 세로 42.3cm, 가로 15.5cm이고 권 중·하가 세로 49.3cm, 가로 15.5cm이다. 
검푸른 색의 표지에는 은색으로 꽃무늬를 그려 장식하였고 제목은 붉은 바탕 위에 금색 글씨로 썼다. 책 끝부분에는 최천경 등 22명의 시주자가 하늘과 땅, 부모, 국가의 은혜에 보답하고 죽어서는 극락에 가기를 기원한다는 내용의 기록이 있다.
고려시대 왕실이나 귀족들에 의해 간행된 사경(寫經:불경을 정성들여 옮겨쓰고 화려하게 장식한 것)과는 달리 일반 평민·천민의 시주에 의하여 만들어진 것으로 조선 전기의 사경 연구에 귀중한 자료가 되고 있다.

## 참고 자료
- 백지묵서지장보살본원경 - 국가유산청 국가유산포털